# Radzyń Podlaski

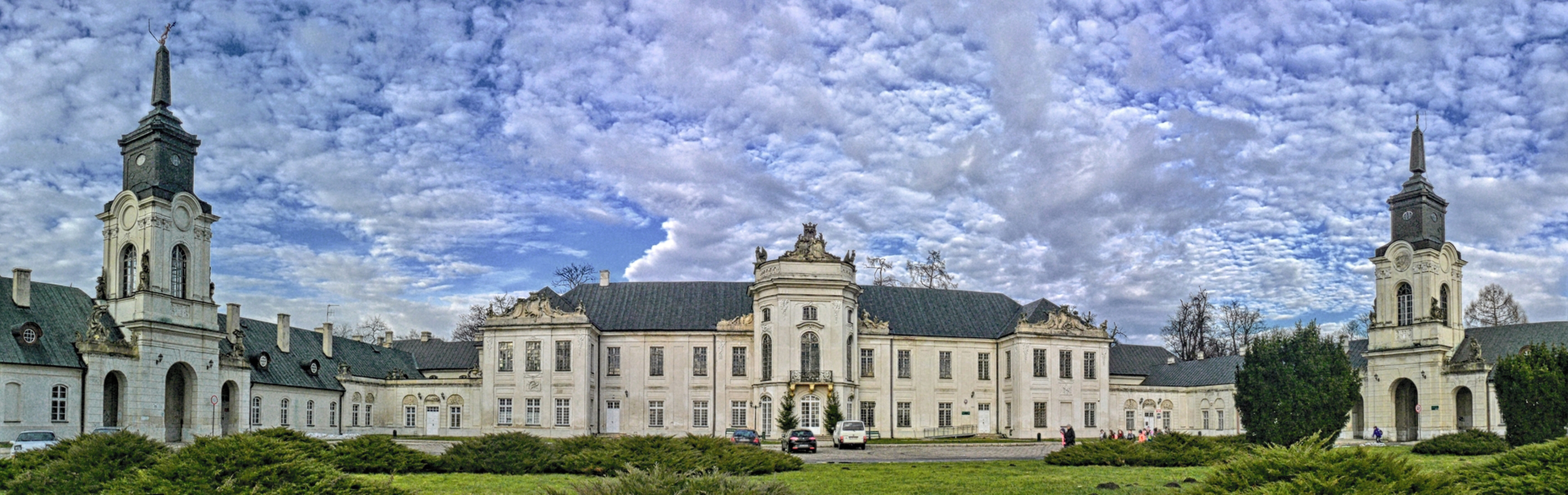
cour du palais

Pour les articles homonymes, voir Radzyń Podlaski (homonymie).
Radzyń Podlaski (prononciation [ˈrad͡zɨɲ pɔdˈlaskʲi])  est une ville dans la voïvodie de Lublin, dans le powiat de Radzyń Podlaski, située dans l'est de la Pologne. 
Elle est le chef-lieu de la gmina de Radzyń Podlaski et du powiat de Radzyń Podlaski.
Radzyń Podlaski se situe à environ 60 kilomètres (km) au nord de Lublin, capitale de la voïvodie.
Sa population s'élevait à 16 174 habitants en 2012 repartie sur une superficie de 19,31 km2.

## Histoire
Radzyń Podlaski a été fondée comme une ville sur la base du droit de Magdebourg en 1468. 
En août 1942, 6 000 Juifs de la ville seront déportés par les nazis au camp d'extermination de Treblinka, certains transiteront par le ghetto de Międzyrzec Podlaski.
De 1975 à 1998, la ville est attachée administrativement à l'ancienne voïvodie de  Biała Podlaska.

Depuis 1999, elle fait partie de la nouvelle voïvodie de Lublin.

## Démographie
Données du 1er janvier 2010:
| Description        | Total  | Total | Femmes | Femmes | Hommes | Hommes |
| ------------------ | ------ | ----- | ------ | ------ | ------ | ------ |
| Unité              | Nombre | %     | Nombre | %      | Nombre | %      |
| Population         | 20 800 | 100   | 10 200 | 49,0   | 10 600 | 51,0   |
| Densité (hab./km²) | 831,0  | 831,0 | 407,2  | 407,2  | 423,8  | 423,8  |

## Personnalités liées à la ville
- Włodzimierz Andrzejewski
- Małgorzata Dadzibug
- Andrzej Dzięga
- Jakub Fontana
- Stanisław Kamiński
- Jan Kaliński
- Karol Józef Lipiński
- Stanisław Małkowski
- Bolesław Motz (1865-1935), urologue polonais, né à Radzyń Podlaski.
- Włodzimierz Nahorny
- Stanisław Kostka Potocki
- Rudolf Probst
- Zenon Przesmycki
- Tadeusz Sławecki
- Mosze Sneh
- Michał Staszczak

## Coopération internationale

### Jumelage
- Nowy Tomyśl (Pologne)
- Egyek (Hongrie)

## Galerie
quelques vues de Radzyń Podlaski

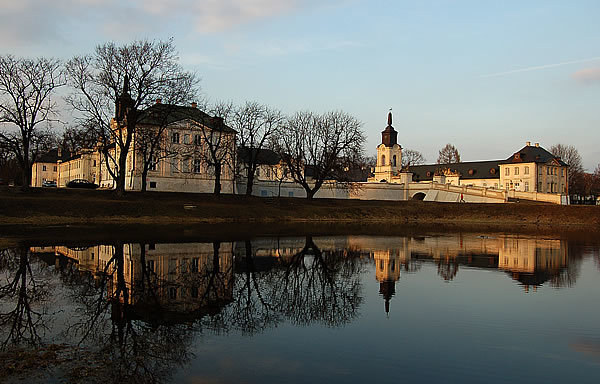
Palais Potocki à Radzyń Podlaski
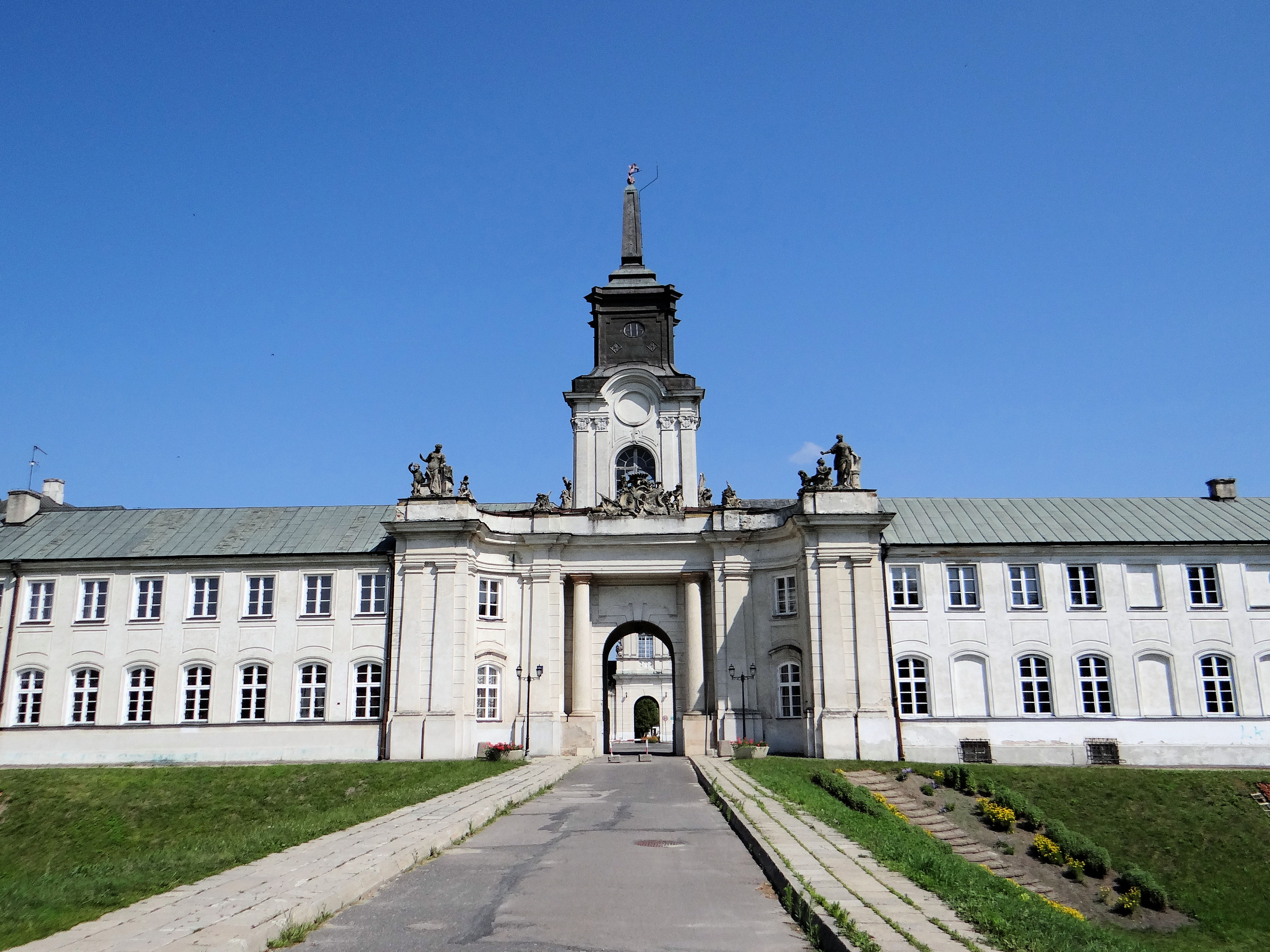
Palais de Radzyn Podlaski- tour ouest
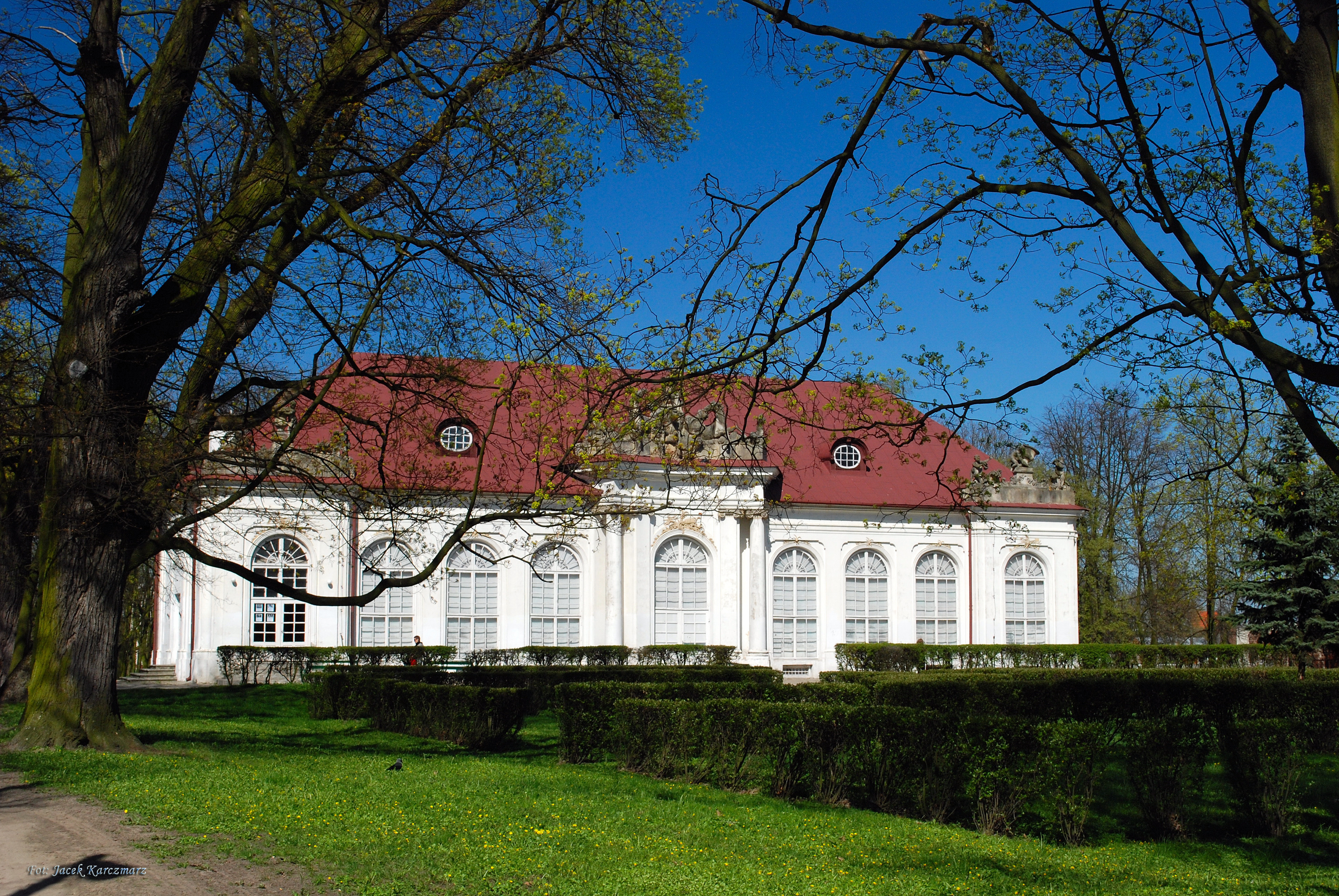
Orangerie de Radzyn Podlaski
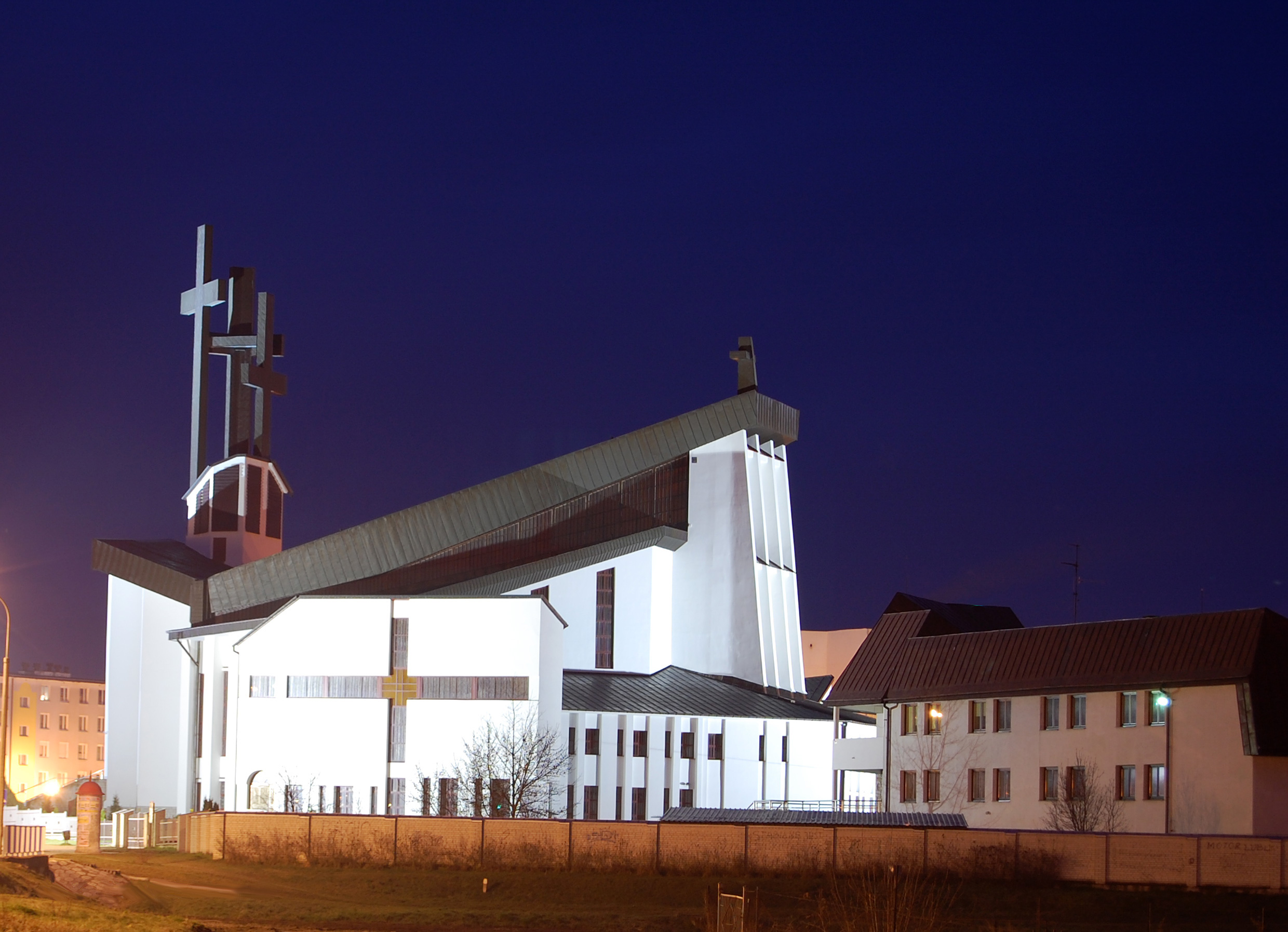
Église Sanctuaire de Notre-Dame du Perpétuel Secours